# 8. armáda (Itálie)
Italská armáda v Rusku (italsky Armata Italiana in Russia; ARMIR) byla armádní jednotka italské královské armády (Regio Esercito), která bojovala na východní frontě během druhé světové války od července 1942 do dubna 1943. ARMIR byla také známá jako 8. italská armáda a zpočátku měla 235 000 vojáků. Většina těchto sil byla zničena sovětskou Rudou armádou v bitvě u Stalingradu, po níž Mussolini stáhl zbytky z Ruska na Západ.

## Formace
Tři divize italského expedičního sboru v Rusku (Corpo dispedizione italiano in Russia, CSIR), vyslané na východní frontu v červenci 1941, byly velmi úspěšné, obsadily řadu měst a vytvořily příznivý dojem na své německé spojence.
Když se v červenci 1942 italský diktátor Benito Mussolini rozhodl rozšířit italské síly v Sovětském svazu, byla stávající CSIR rozšířena na ARMIR. Na rozdíl od "mobilní" CSIR, kterou nahradila, byla ARMIR především pěchotou. Velkou část ARMIR tvořily horské jednotky (Alpini), které se špatně hodily na rozsáhlé rovinaté oblasti jižního Ruska.

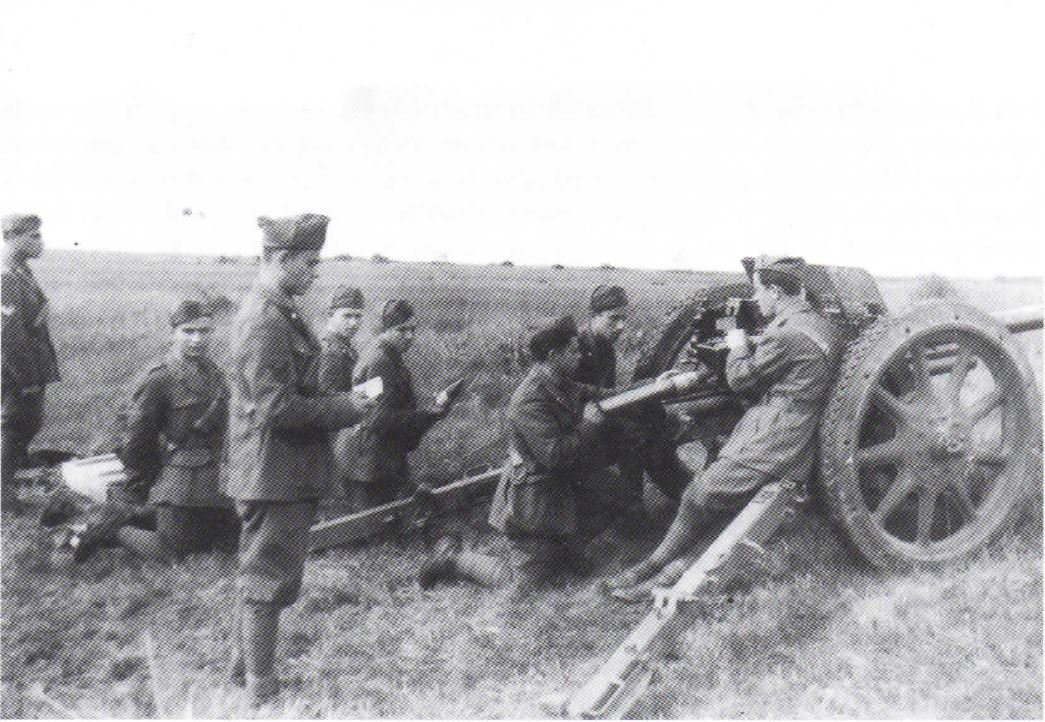
Dělo 75/32 italské armády na ruské frontě

Stejně jako CSIR bylo součástí ARMIR velitelství letectva (Comando Aereo) s omezeným počtem stíhaček, bombardérů a dopravních letadel. Toto velitelství bylo součástí Regia Aeronautica (Královské letectvo) a bylo také známé jako Corpo Aereo Spedizione in Russia (Letecký expediční sbor v Rusku) pod velením generála Enrica Pezziho. ARMIR byl podřízen německé skupině armád B (Heeresgruppe B), které velel generál Maximilian von Weichs. V únoru 1943, po jejím téměř úplném zničení během bitvy o Stalingrad, Mussolini rozpustil zbytky italské 8. armády a přeživší italští vojáci byli bez okolků odvezeni z Ruska domů.